# صفروو
صفروو (انگلیسی: Safarovo) یک شهرک در شهرستان میاکینسکی استان باشقیرستان کشور روسیه است.